# Gangolf Stocker

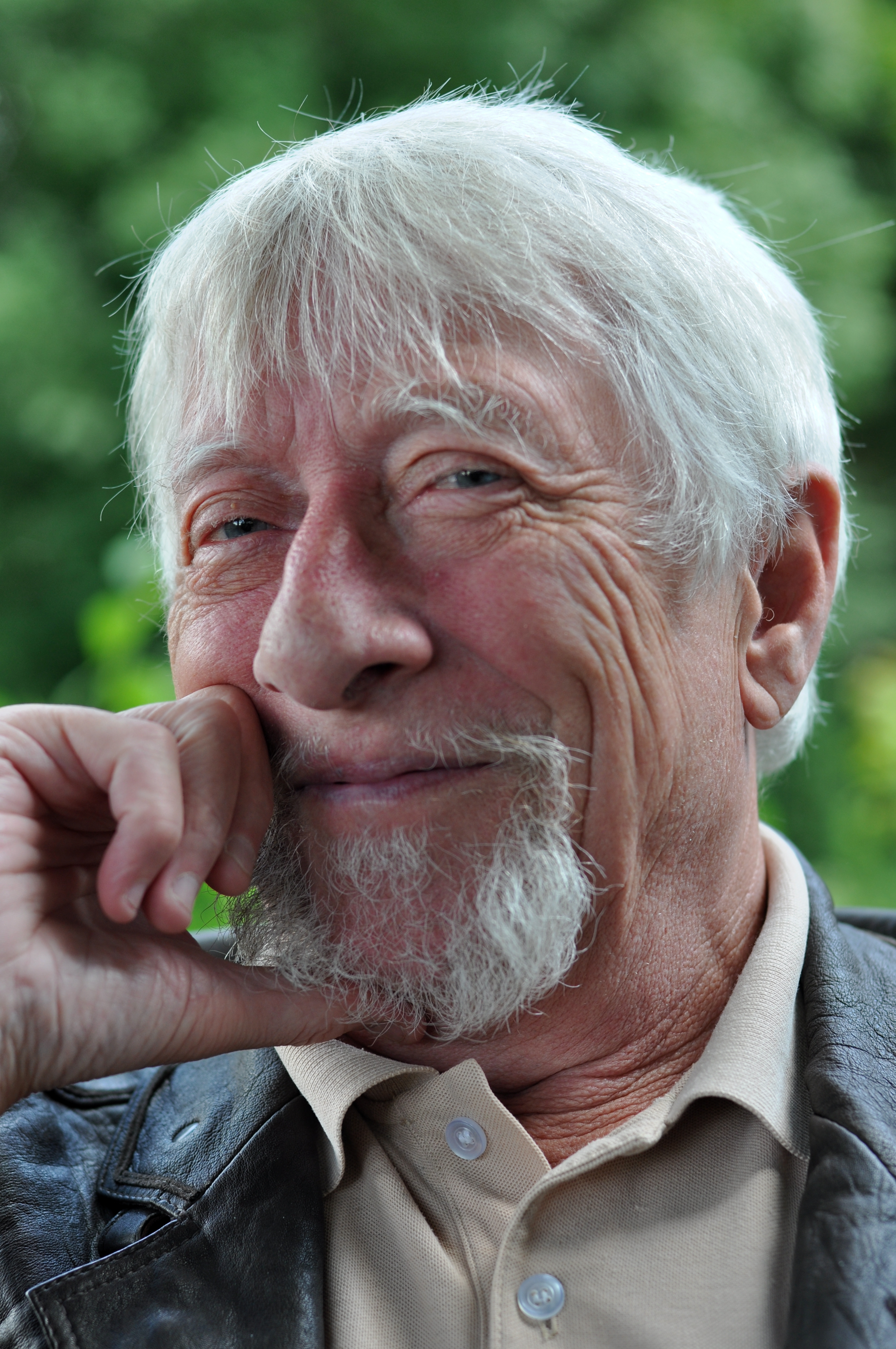
Gangolf Stocker (2010)

Gangolf Stocker (* 7. Juni 1944 in Offenburg; † 26. März 2021 in Stuttgart) war ein deutscher Künstler und Politiker. Der Kunstmaler war Mitglied des Gemeinderats der Stadt Stuttgart und wurde als Sprecher des Aktionsbündnisses gegen das Projekt Stuttgart 21 bekannt.

## Leben
Gangolf Stocker war eines von drei Kindern einer Offenburger Arbeiterfamilie. Nach dem Abschluss der achtjährigen Volksschule besuchte er das Wirtschaftsgymnasium und schloss eine Lehre zum Vermessungstechniker ab. Danach arbeitete er zwei Jahre als Vermessungstechniker beim Flurbereinigungsamt Offenburg 2.
Er gab diesen Beruf auf, um freiberuflich als Kunstmaler zu arbeiten. 1964 nahm er an einer Gemeinschaftsausstellung im Offenburger Jugendhaus teil, 1965 präsentierte das Kulturamt Offenburg seine Werke in einer Einzelausstellung.
1967 widersetzte er sich als Totalverweigerer sowohl dem Wehr- als auch dem Ersatzdienst. Da diese Verweigerung mit strafrechtlichen Konsequenzen belegt war, floh er 1967 nach Frankreich, lebte unter anderem in Straßburg, Antibes, Toulouse, arbeitete bei der französischen Wehrdienstverweigerer-Organisation Objecteurs de conscience in den Pyrenäen und für den Gewerkschaftsbund CGT in einem Ferienlager bei Nizza. Ende 1967 kehrte er nach Offenburg zurück. Nach 15 Tagen Untersuchungshaft wurde er 1968 für seine Totalverweigerung zu einer Bewährungsstrafe verurteilt. Im selben Jahr wurde er Vorsitzender des Bezirks Mittelbaden des Verbands der Kriegsdienstverweigerer.
1969 wurde er an der Kunstakademie Stuttgart als Student der Bildhauerei bei Rudolf Hoflehner aufgenommen.
Ebenfalls im Jahr 1969 nahm er eine Stelle als Sachbearbeiter beim Georg Thieme Verlag in Stuttgart an. 1970 war er Mitbegründer des Betriebsrats im Georg Thieme Verlag und anschließend 13 Jahre lang dessen erster Vorsitzender. Von 1969 bis 1974 war Stocker Mitglied in der SPD, von 1975 bis 1990 in der DKP. Er arbeitete bis 1994 bei Thieme.
Danach war er als Kunstmaler tätig. Seine Ölgemälde, Aquarelle und Pastellkreidebilder erzählen Geschichten, manchmal mit mythischem Hintergrund, wobei stets die Landschaft eine tragende Rolle spielt. Die Darstellungsweise reicht von realitätsnah in seinen Menschenporträts bis zu weitgehender abstrakter Reduktion, beispielsweise in Landschaftsaquarellen.
1995 begann Stocker, sich gegen Stuttgart 21 zu engagieren, und gründete die Initiative Leben in Stuttgart – kein Stuttgart 21. Die Initiative druckte Flugblätter und verteilte sie an Stuttgarter Bürger, zunächst mit schwacher Resonanz. Verstärkung bekam die Bewegung durch die Zusammenarbeit mit dem BUND und dem VCD, mit denen sich die Initiative zu einem Aktionsbündnis zusammenschloss. Stocker war bis 2011 Sprecher dieses Aktionsbündnisses.
1999 gründete er die Liste Parteilos glücklich; mit ihr kandidierte er das erste Mal für den Stuttgarter Gemeinderat. Er trat der PDS bei, deren Landesgeschäftsstelle er von 2000 bis 2006 leitete. 2004 war er Mitbegründer der Wählergruppe Stuttgart Ökologisch Sozial (SÖS). Die Liste gewann auf Anhieb einen Sitz. Bei der nächsten Gemeinderatswahl, 2009, konnte auch Stocker gemeinsam mit Hannes Rockenbauch und Maria Lina Kotelmann ein Mandat im Gemeinderat für die SÖS gewinnen. Gemeinsam mit zwei Stadträten von Die Linke bildete man seitdem eine Fraktionsgemeinschaft. Stocker war Mitglied im Ausschuss für Umwelt und Technik.
Ein Anliegen war für Stocker das kulturelle Programm mit Musikern, Kabarettisten und Schauspielern, sowohl bei den Demonstrationen als auch bei Veranstaltungen im Umfeld. So unterstützten unter anderem der Dichter Timo Brunke, die Violinistin Christine Busch mit einem professionellen klassischen Streichquartett, der Kabarettist Nils Heinrich und die Sängerin Susanne Schempp mit ihren Beiträgen den Protest. Bedingt durch sein politisches Engagement hat Stocker sein künstlerisches Schaffen reduziert.
Aufgrund gesundheitlicher Probleme schied er im April 2016 aus dem Stuttgarter Gemeinderat aus und zog sich von allen politischen Aktivitäten zurück.
Stocker lebte im Stuttgarter Stadtteil Gaisburg. Er war geschieden und hatte zwei Kinder, geboren 1982 und 1984.

## Protest gegen Stuttgart 21
2007 initiierte er gemeinsam mit Werner Wölfle und dem BUND ein Bürgerbegehren gegen Stuttgart 21; es erhielt über 61.000 amtlich als gültig anerkannte Stimmen und war damit das erfolgreichste Bürgerbegehren in der Geschichte der Stadt. Auf Grund eines Rechtsgutachtens wurde es vom Gemeinderat abgelehnt. Stocker reichte daraufhin als Privatmann zunächst Beschwerde beim Regierungspräsidium Stuttgart ein. Als diese abgewiesen wurde, erhob er Klage beim Verwaltungsgericht Stuttgart. Das Gericht entschied 2008 gegen Stocker und wies die Klage ab.
Im November 2009 sammelte sich eine zunächst kleine Gruppe von Bürgern spontan an jedem Montag zur Demonstration am Stuttgarter Hauptbahnhof. Die Zahl der Demonstranten wuchs in den folgenden Wochen auf mehrere hundert an. In diesem Stadium nahm sich Stocker mit der Initiative Leben in Stuttgart der Organisation dieser Kundgebungen an, zeichnete persönlich verantwortlich für die Anmeldung und koordinierte die Organisation und Kommunikation mit Polizei und Behörden. Seit Juli 2010 organisierte das Aktionsbündnis gegen Stuttgart 21 auch freitags regelmäßig Demonstrationen. Insbesondere mit Beginn der Abrissarbeiten am Hauptbahnhof nahm deren Teilnehmerzahl zu. Bei der Demonstration am 9. Oktober 2010 nahmen laut Polizeiangaben 63.000, laut Veranstalterangaben über 150.000 Menschen teil.
Am 20. Januar 2011 verurteilte das Amtsgericht Stuttgart Stocker zu einer Geldstrafe von 1500 Euro, da er am 21. August 2010 gegen seine Pflichten als Versammlungsleiter verstoßen habe. In der Berufungsverhandlung vor dem Landgericht im Dezember 2012 wurde Stocker freigesprochen. Die Staatsanwaltschaft legte daraufhin Revision vor dem Oberlandesgericht ein; dieses gab dem Revisionsantrag am 9. April 2013 statt und verwies den Fall zurück an das Landgericht. Dieses verurteilte ihn im Januar 2014 zu einer Geldstrafe auf Bewährung. Eine Revision Stockers dagegen blieb erfolglos.
Am 27. März 2011 – nach der Landtagswahl in Baden-Württemberg – kündigte Stocker aufgrund von Streitigkeiten seinen Rücktritt als Vorsitzender des Aktionsbündnisses gegen Stuttgart 21 an. Den Vorsitz der Initiative Leben in Stuttgart – kein Stuttgart 21 übte er zunächst weiter aus.